# Aristide Rompré
Aristide Stanislas Joseph Rompré (né le 1er août 1912 et mort le 29 septembre 1976) fut un marchand et homme politique fédéral et municipal du Québec.

## Biographie
Né à Saint-Ubalde dans la région de la Capitale-Nationale, il entame sa carrière publique en servant comme maire dans sa ville natale de 1949 à 1951 et de 1953 à 1962.
Élu député du Parti progressiste-conservateur du Canada dans la circonscription fédérale de Portneuf en 1958, il est défait par le créditiste Jean-Louis Frenette en 1962.